# Luis Castellanos
Luis Castellanos (Madrid, 27 de noviembre de 1915-Madrid, 15 de octubre de 1946) fue un pintor español que participó en varios movimientos de vanguardia de las décadas de 1930 y 1940 y formó parte del grupo de Arte Constructivo del uruguayo Torres García, y el colectivo conocido como Escuela de Vallecas.

## Biografía
Castellanos –con el nombre completo de Luis Medina Castellanos Garrido– fue el menor de dos hermanos en una familia cuyo padre, profesor mercantil, era funcionario del Ministerio de Hacienda y fotógrafo profesional. Se formó en la Escuela de Cerámica de Madrid entre 1928 y 1936 (desde los 13 hasta los 20 años), donde además de las actividades alfareras, estudió dibujo, acuarela y modelado. En ese periodo viajó por Galicia, Castilla, Vasconia, Aragón, Baleares, Portugal... Con 16 años se interesa por las vanguardias artísticas, especialmente el surrealismo.
En 1932 llega a España Torres García. Al año siguiente, Castellanos se convierte en uno de sus más fieles discípulos, llegando a colaborar con el 'maestro' en el montaje de la muestra de Arte Constructivo en el Salón de Otoño madrileño, celebrada antre el 7 de octubre y el día 22 de noviembre, en la que participan también Albérto, Benjamín Palencia, Maruja Mallo y Manuel Ángeles Ortiz. En junio de ese año expuso en el Ateneo de Madrid.
Torres García regresó a Uruguay tras la escasa repercusión de la citada muestra de vanguardia, y Castellanos estrechó su colaboración con el círculo de Vallecas para el que supondría una valiosa aportación intelectual e ideológica, junto a Palencia y Maruja Mallo. Entre los años 1935 y 1936 realiza algunos murales y decoraciones en locales madrileños.
Tras el inicio de la guerra civil se incorporó al ejército republicano como alférez en enero de 1937, llegando a capitán a la conclusión del conflicto y siendo recluido en un campo de concentración como prisionero de guerra hasta agosto de 1940; en otoño de ese año entra de nuevo en contacto con el grupo de la segunda Escuela de Vallecas. Su última aportación pública se produce en 1946; poco antes de morir de tuberculosis en el otoño de ese año, la colección Arte Moderno Español dirigida por Alberto Duce, publicó, en su número uno, algunas reproducciones de sus obras, una breve autobiografía, y el escrito "Realidad y realismo".

### Obra artística y estilo
Paisajista en los campos de Olmedo, dibujante de niños en Vallecas, retratista incansable, diseñador de interiores públicos, pintor de toros y arlequines en boga, durante los quince años que duró su vida artística dejó obra expresionista, “universal constructiva”, realista y surrealista y pintura metafísica.
Entre 1928 y 1931 su obra conocida son dibujos y acuarelas, en parte relacionados con sus trabajos de formación en la escuela de Cerámica.
Los primeros óleos conocidos del artista están datados en 1932, casi todos ellos alejados del naturalismo académico. Así, destaca el retrato realizado al escultor y amigo Eduardo Díaz Yepes, en sintonía con planteamientos futuristas y varias obras de estilo surrealista, como Personajes, Rebelión anarquista, o Heroica (1933).
Tras su reincorporación a la vida civil en 1940, su labor artística se vio interrumpida en varias ocasiones por su afección pulmonar. En otoño de 1940 se une, por poco tiempo, al grupo de la Escuela de Vallecas (segundo periodo) y regresa a la pintura figurativa. Por un lado, al realismo metafísico –“realidad inventada”, según Castellanos- de Los Atletas y por otro, obras de factura sobria y del natural. Buena parte de sus obras están realizadas teniendo en cuenta la “proporción áurea” -también llamada “número áureo”, “sección de oro” o “divina proporción”-.

## Exposiciones y obra conservada o expuesta
Pueden reseñarse las ya comentadas muestras individuales en el  Ateneo de Madrid (1934), el Museo de Arte Moderno (1946), y la antológica de 1996 en Centro Cultural Conde Duque. De entre las colectivas puede mencionarse aquí la ya citada de 1933 con el Grupo de Arte Constructivo en el Salón de Otoño de Madrid. 
Tiene obra en el Museo Nacional Centro de Arte Reina Sofía, el Museo de Historia, la Biblioteca Nacional de España y la Fundación Mapfre, todo ello en Madrid, y en el Museo Patio Herreriano, en Valladolid.

### Selección de monografías
- Luis Castellanos 1915-1946. Centro Cultural del Conde Duque. Madrid. 1996.
- Luis Castellanos, en "Arte Moderno Español" nº 1. Editorial Alejo Climent, S.L. Madrid-Barcelona. 1946.

- El pintor Luis Castellanos y la Escuela Municipal de Artes Industriales/Escuela de Cerámica de Madrid (1928-1936)

- Luis Castellanos. Obras Inéditas. Sus acuarelas durante la estancia en la Escuela Municipal de Artes Industriales-Escuela de Cerámica de Madrid (1928-1936)
- Catálogo exposición Encuentro Benjamín Palencia y Luis Castellanos. Galería Leandro Navarro. Madrid. 2015